# Tarot 1JJ

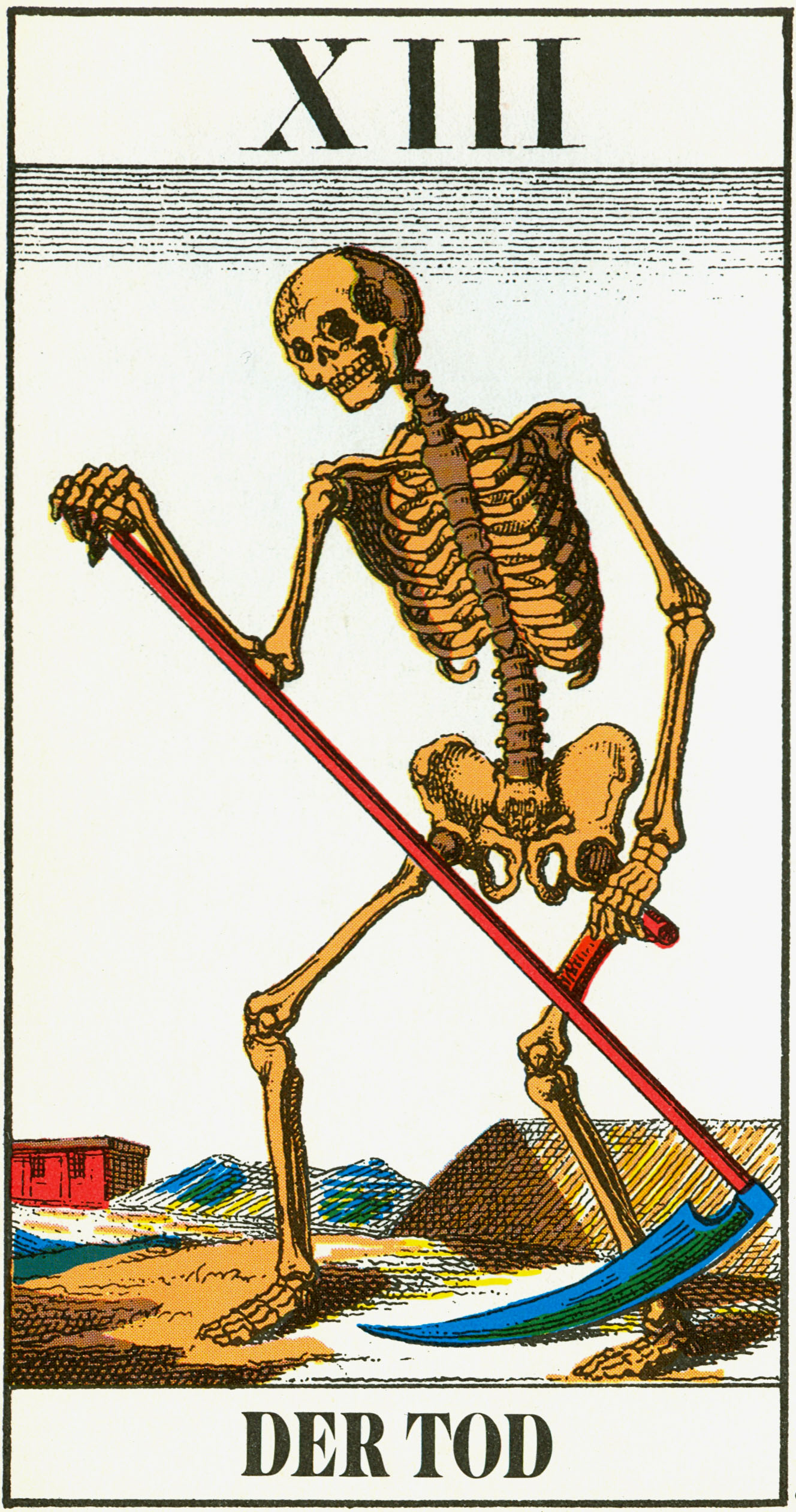
13. Trumpf: Der Tod

Das Tarot 1JJ (auch Schweizer Tarot genannt) ist ein Tarot-Deck, das für die Tarockspiele Troccas und Troggu und für divinatorische Zwecke gebraucht wird.

## Geschichte
Das Kartendeck ist aus dem Besançon-Tarot hervorgegangen, einem vom Marseille-Typ abgeleiteten Typus von Tarot-Decks und wird ihm auch manchmal zugerechnet. Die erste Version wurde zwischen 1831 und 1838 in der Kartenwerkstatt von Johann Georg Rauch entwickelt. Es war das erste Tarockspiel der Kartenwerkstatt und hatte unerwartet grossen Erfolg auf dem amerikanischen Markt. Die erste Version wurde vom Nachfolger Johann Müller unverändert bis 1860 herausgegeben.
1965 erschien bei der Schweizer Kartenspielfirma AGMüller ein Neudruck, der sich durch eine sauberere Linienführung auszeichnet. Auf diese Ausgabe geht auch der Name zurück, wobei „1“ einfach eine Nummer innerhalb einer Produktlinie ist und „JJ“ sich auf die abweichende Darstellung zweier Trümpfe durch Juno und Jupiter bezieht (siehe unten).

## Kartendeck
In den Besançon-Tarots wird bei den Trümpfen statt der Päpstin die römische Göttin Juno und statt des Papstes der römische Gott Jupiter dargestellt. Das sind die wesentlichen Änderungen gegenüber dem Marseille-Tarot. Diese zwei Trümpfe wurden ebenfalls ins 1JJ-Kartendeck übernommen, wenn auch mit veränderten Bilddetails. Die restlichen Trümpfe ähneln weitgehend dem Marseille-Tarot. Darüber hinaus gibt es spezifische Änderungen gegenüber Marseille- und Besançon-Tarot:  So ist auf der 6. Trumpfkarte Die Liebenden beim Marseiller und Besançoner Deck eine zusätzliche Frau und bei 1JJ ein älterer Mann abgebildet. Auf der 11. Trumpfkarte Die Kraft ist im 1JJ-Deck keine Löwenbändigerin, sondern ein Bändiger dargestellt, der an Herakles erinnert. Die 15. Trumpfkarte, Der Teufel, zeigt im Gegensatz zum Besançon-Deck keine zwei zusätzlichen angebundenen Dämonen, sondern eine sitzende Frau, die aus Verzweiflung oder Trauer das Gesicht in ihren Händen hält. Die 18. Trumpfkarte Der Mond zeigt beim Besançoner Deck zwei Wölfe, die den Mond anheulen. Im Vordergrund steigt ein Krebs aus dem Wasser auf einen Weg, der durch zwei Türme rechts und links in den Hintergrund führt. Beim 1JJ-Kartendeck besteht das Bild aus zwei Teilen. Der untere Teil zeigt einen Krebs, der als Wandschmuck zwischen zwei Fenstern hängt, im oberen Bild ist ein junger Mann mit seinem Hund abgebildet, der für seine Geliebte, die auf dem Balkon steht und ihm die Hand entgegenstreckt, Mandoline spielt.

## Unterschiede in der Darstellung der Trümpfe II. und V. zwischen Tarot de Besançon und 1JJ

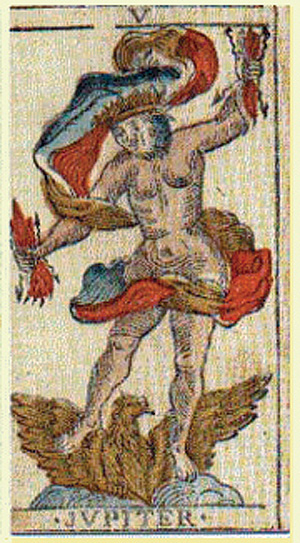
Tarot de Besançon
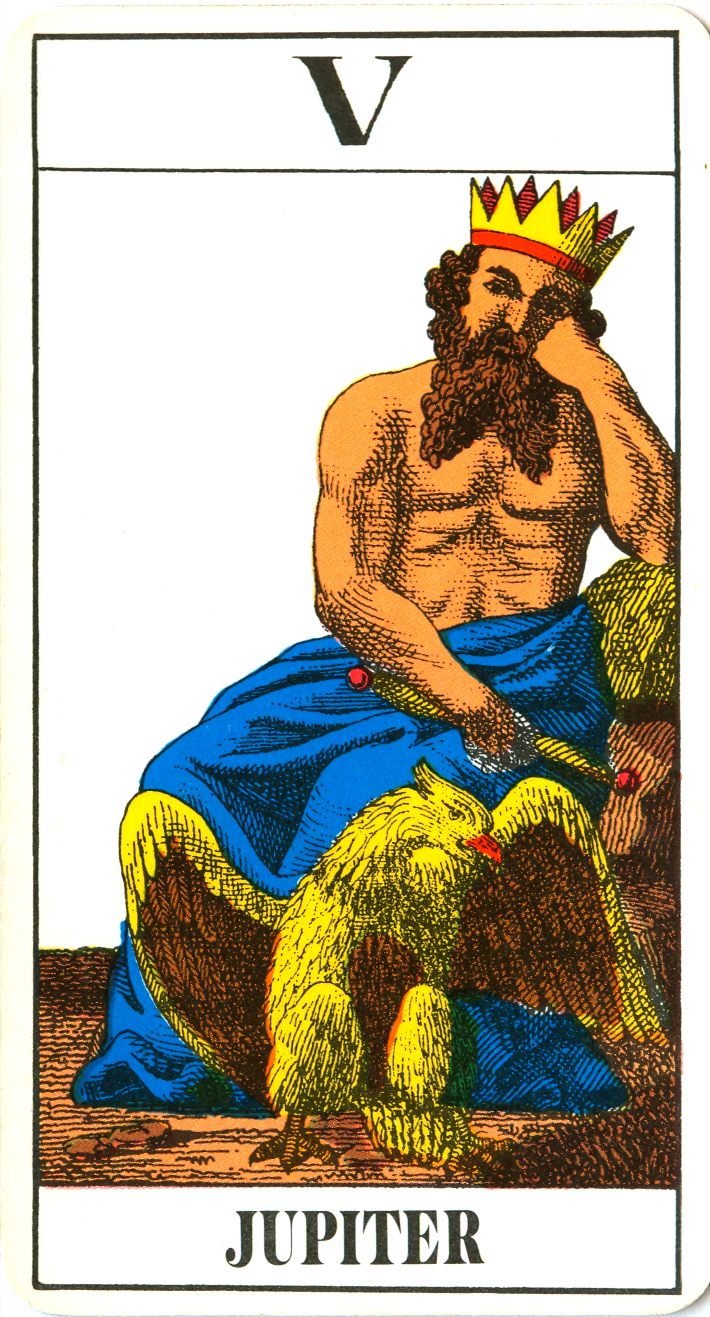
Tarot 1JJ, 1. Version

Im Tarot de Besançon steht Juno mit einem Gewand und zeigt mit der rechten Hand nach oben und mit der linken Hand nach unten. Um sie schwingt sich lose ein Tuch. Zu ihren Füssen stehen je nach Ausgabe ein oder zwei Pfaue. Im 1JJ-Kartendeck, steht Juno in einem Gewand und trägt eine Krone und schaut nach rechts. Mit der rechten Hand zeigt sie nach unten und hält in ihrer linken Hand einen übermannshohen Gehstock. Hinter ihren Füssen befindet sich ein männlicher Pfau.

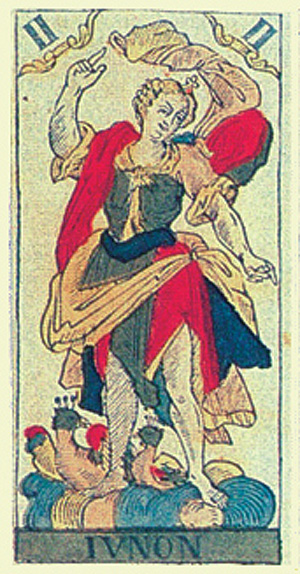
Tarot de Besançon
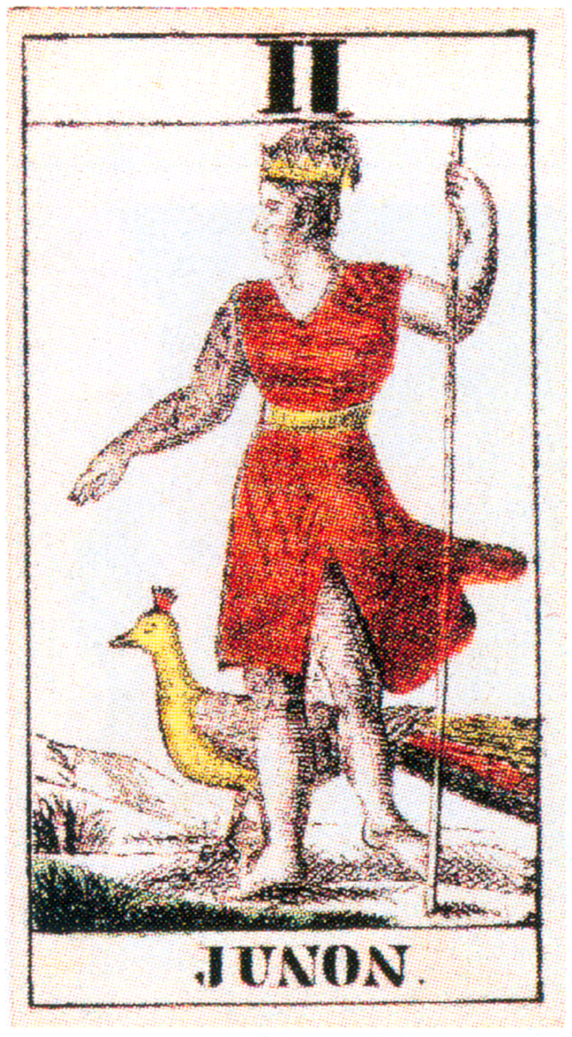
Tarot 1JJ, spätere Version

Im Tarot de Besançon wird Jupiter als nackter Mann dargestellt, der eine Krone trägt und auf einem Adler steht. Ein loses Tuch schwingt sich um seinen Körper und verdeckt die Schamzone. Er hat beide Arme ausgestreckt und trägt in der rechten und linken Hand ein paar Blitze. Im 1JJ-Kartendeck wird er ebenfalls als König dargestellt. Nur sitzt er und hat seinen Kopf auf die linke geballte Hand aufgestützt. In der linken Hand hält er ein Zepter und lässt es lose nach unten hängen. Vor seinen Füssen im Vordergrund ist ein Adler abgebildet.

## Ausgaben
- Cartes Tarocs No. 1JJ. AGMüller, Schaffhausen 1965, OCLC 638066429.
- 1JJ Swiss Tarot Deck. Mit dem Begleitbuch von Stuart R. Kaplan: Tarot Cards for Fun and Fortune Telling. U. S. Games Systems, New York 1970.